# Cabo Dorset
Cabo Dorset (Inuktitut: Kinngait ᑭᙵᐃᑦ "montaña alta"); es una aldea Inuit situado en la Isla Dorset cerca de la península Foxe en el extremo sur de la isla de Baffin en la región Qikiqtaaluk de Nunavut, Canadá.

## Historia
Cabo Dorset es donde los restos de la población de los thule (pueblo) (cultura Dorset) fueron descubiertos. Habitaron la región entre 1100-1000 a. C.. Cabo Dorset recibió su nombre por el capitán Luke Foxe en honor a Edward Sackville, cuarto conde de Dorset, el 24 de septiembre de 1631. Los inuit originalmente llamaron la esenada  Sikusiilaq , porque el área que da acceso al Océano queda todo el invierno sin hielo. La Hudson Bay Company estableció un puesto de comercio aquí en 1913, donde se negociaron las pieles por suministros, tales como el tabaco, municiones, harina, gas, té y azúcar.
Desde la década de 1950, Cabo Dorset, que se llama así misma la "capital de Arte Inuit", ha sido un centro de dibujo, grabado y tallado. En el siglo XXI, el grabado y la talla continúan siendo las principales actividades económicas de la comunidad. Cada año, Kinngait Estudio emite una colección de impresión anual. Cabo Dorset ha sido aclamado como la comunidad más artística en Canadá, con un 22% de la mano de obra empleada en las artes.
En 1957, James Archibald Houston creó un taller de artes gráficas en Cabo Dorset, en un programa patrocinado por el Departamento de Asuntos del Norte y Recursos Nacionales. Se consideró como una forma en que la comunidad puede generar ingresos mediante la adaptación de las formas artísticas tradicionales con las técnicas contemporáneas.: 49  Houston recolecto dibujos de artistas de la comunidad y motivó a los talladores de piedra inuit locales en aplicar sus habilidades para tallar piedra en bloque, con el fin de crear arte que podrían ser más ampliamente vendidos y distribuidos. El programa de impresión fue modelado después de los talleres japoneses ukiyo-e. Otros talleres de impresión cooperativa se establecieron en las comunidades cercanas, pero el taller cabo Dorset ha seguido siendo el más exitoso. Los artistas han experimentado con grabado, litografía, y serigrafía produciendo catálogos anuales que promocionan las obras de edición limitada: 49 
Entre los años 1959 y 1974, los artistas de Cabo Dorset produjeron más de 48.000 copias. Algunos de los artistas más conocidos de Cabo Dorset son Pitseolak Ashoona, Nuna Parr, Pudlo Pudlat, Angotigolu Teevee, Alashua Aningmiuq, Kiugak Ashoona, Anirnik Oshuitoq and Kenojuak Ashevak. Las obras talladas de Parr son reconocidas internacionalmente y su obra se exhibe en la Galería Nacional de Canadá. Dibujos de búhos de Ashevak han sido elegidos para aparecer en los sellos postales canadienses, así como en la moneda canadiense de cuarto de dólar.
El tallador, artista, fotógrafo y autor Inuit Peter Pitseolak ha pasado varios años viviendo la vida en Cabo Dorset. La escuela secundaria local fue nombrada en su honor.